# Gens Rabiria

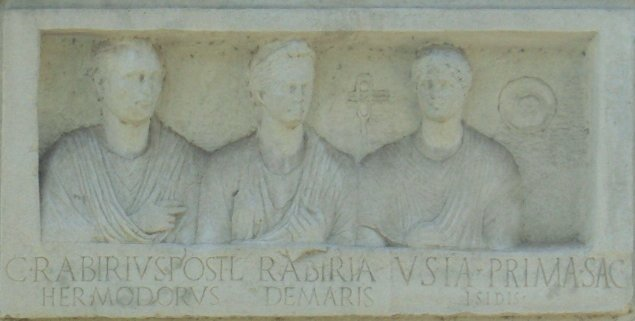
Monumento funerario de los Rabirios. Situado en la Vía Apia, fue construido en tiempos de Augusto y reutilizado a finales del siglo I. La inscripición dice: «Cayo Rabirio Hermodoro, liberto de Póstumo, Rabiria Demaris, Usia Prima, sacerdotisa de Isis».

La gens Rabiria fue una gens romana presente durante la República y en los primeros siglos del Imperio.

## Características
El único praenomen conocido de la gens fue Cayo. En época tardorrepublicana uno de sus miembros llevó el cognomen Póstumo. A la época imperial temprana corresponde un monumento sepulcral conocido como tumba de los Rabirios. El monumento fue usurpado a finales del siglo I por Usia Prima.

## Miembros conocidos
- Cayo Rabirio.— Senador que vivió en los siglos II y I a. C. Participó a la conjura contra Lucio Apuleyo Saturnino en el 100 a. C. Fue enjuiciado por Julio César y defendido por Cicerón cuatro décadas después.
- Cayo Rabirio Póstumo.— Équite que vivió en el siglo I a. C. Fue defendido por Cicerón en el 54 a. C. con el discurso Pro Rabirio Postumo.
- Rabirio.— Poeta del siglo I a. C.
- Rabirio.— Arquitecto del siglo I a. C. al que se le atribuye el palacio de Domiciano.[4]
- Rabirio.— Filósofo epicúreo del siglo I a. C.